# Lallwort
Als Lallwörter werden Lautfolgen bezeichnet, die für Kleinkinder leicht zu artikulieren sind.
Es kann sich bei Lallwörtern um Spontanbildungen handeln, sprich um Worte, die ständig und in verschiedenen Situationen spontan gebildet werden, aber auch um habitualisierte, also im Wortschatz der Familiensprache regulär verwendete oder sogar lexikalisierte Wörter wie ätsch oder Pipi. Die Verwendung von Lallwörtern ist außerdem verbreitet in traditionellem Liedgut (Volkslied, Schlager), z. B. yeah, tralala oder Waddehaddeduddeda. Sie können sprachübergreifend auftreten, aber auch durch sprachspezifische Artikulationsgewohnheiten geprägt sein.
Lallwörter sind häufig lautmalerisch (Onomatopoetika), z. B. ham ham als Nachahmung des Schnapp- oder Schlucklauts beim Essen oder Wauwau für Hund. Sie werden Kindern oft unbewusst von Erwachsenen beigebracht, die instinktiv Kleinkindern gegenüber sehr einfach und lautmalerisch sprechen, z. B.: Bubu machen, A-a müssen etc.